# Southbridge

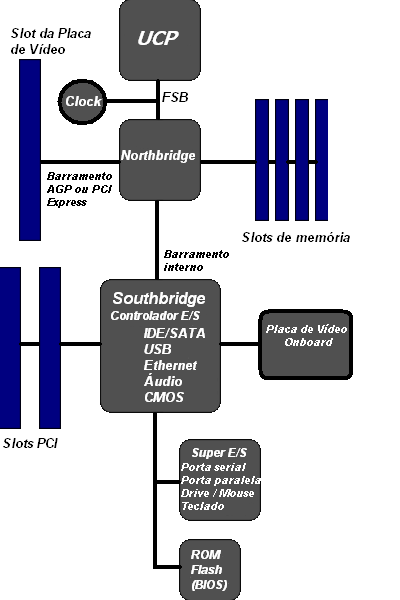
Um esquema north/southbridge numa placa-mãe típica.

O southbridge (em português:  ponte sul), também conhecido como I/O Controller Hub em sistemas Intel (AMD, VIA, SiS e outros geralmente usam southbridge), é um chip que implementa as capacidades mais "lentas" da placa-mãe numa arquitetura de chipset northbridge/southbridge. O southbridge pode ser geralmente diferenciado do northbridge por não estar diretamente conectado à UCP. Em vez disso, o northbridge liga o southbridge à UCP.

## Visão geral
Visto que o southbridge não está diretamente conectado à UCP, a ele é dada a responsabilidade pelos dispositivos mais lentos num PC típico. Um southbridge em particular geralmente irá funcionar com vários northbridges diferentes, mas estes dois chips devem ser projetados para trabalhar em conjunto; não há um padrão amplo para interoperabilidade entre projetos de chipsets de lógicas diferentes. Tradicionalmente, esta interface entre northbridge e southbridge era simplesmente o barramento PCI, mas visto que isto criava um gargalo de performance, a maioria dos chipsets modernos usam uma interface diferente (frequentemente proprietária) com performance mais alta.É o Chip responsável pela comunicação com as placas PCI e periféricos. Também faz a comunicação com portas USB, paralela e serial e, no caso de placas-mãe com periféricos embutidos (on board), com chips de áudio, e rede  e de espelhamento de discos rígidos (Raid).

## Etimologia
O nome deriva do desenho da arquitetura ao modo dum mapa e foi descrita pela primeira vez como tal com a introdução da PCI Local Bus Architecture na plataforma PC em 1991.  Os autores da especificação PCI na Intel viam o barramento local PCI como sendo o verdadeiro centro da arquitetura da plataforma PC (isto é, o "Equador"). O assim chamado northbridge estende-se ao norte do barramento PCI e dá suporte a UCP, memória/cache e outras capacidades de performance crítica. Da mesma forma, o southbridge estende-se ao sul do barramento PCI e faz a conexão de tarefas menos críticas de entrada/saída, tais como interface de disco, áudio etc. Embora a arquitetura da plataforma PC moderna tenha substituído o PCI com um backbone por um I/O mais rápido, a convenção dos nomes north/southbridge permanece.

## Funcionalidades

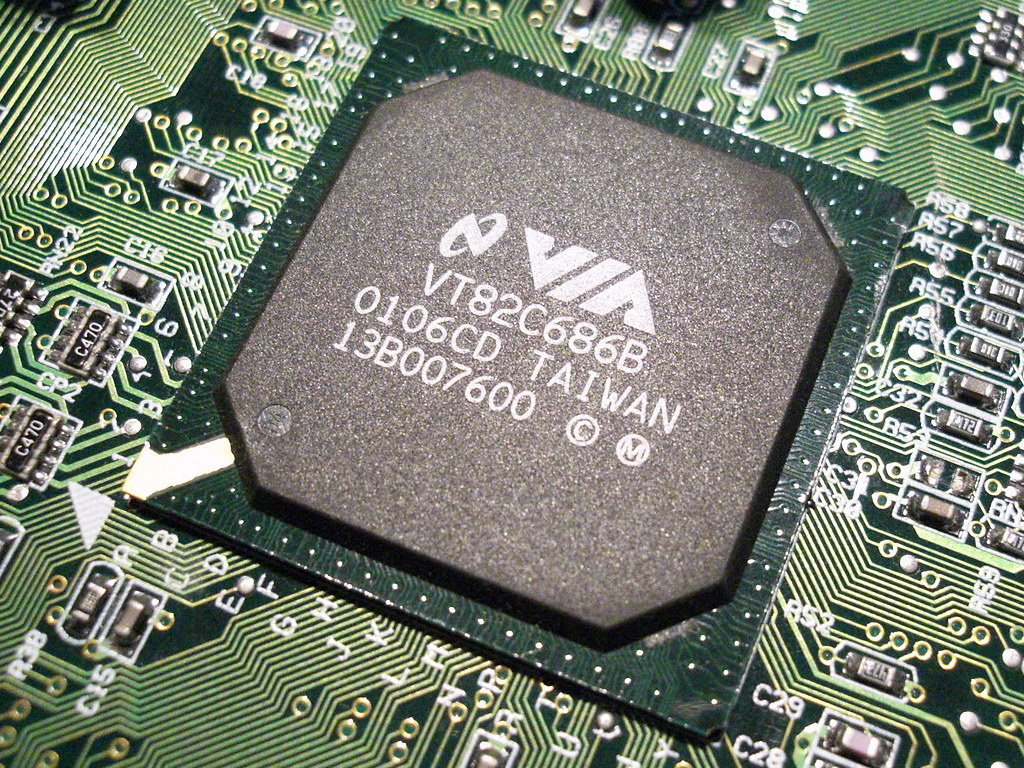
Southbridge VIA VT82C686B.

A funcionalidade encontrada num southbridge contemporâneo inclui:
- Barramento PCI. O suporte ao barramento inclui uma tradicional especificação PCI, mas pode também incluir suporte para PCI-X e PCI Express.
- Barramento ISA ou LPC Bridge. Embora o suporte ISA seja raramente usado, tem sido gerenciado para permanecer como uma parte integrada do chip southbridge moderno. O LPC Bridge fornece um caminho de controle e dados para o Super I/O (a conexão normal para teclado, mouse, porta paralela, porta serial, porta IR e controlador de disco) e hub FWH (firmware que provê acesso ao BIOS de armazenamento flash).
- Barramento SPI. O barramento SPI é um barramento serial simples, usado principalmente por firmware (por exemplo, BIOS de armazenamento flash.
- SMBus. O SMBus é usado para comunicação com outros dispositivos na placa-mãe (isto é, sensores de temperatura do sistema, controladores de ventoinhas etc).
- Controlador DMA. O controlador DMA permite que dispositivos ISA ou LPC acessem diretamente a memória principal sem precisar de ajuda da UCP.
- Controlador de interrupção. O controlador de interrupção provê um mecanismo para que dispositivos conectados obtenham atenção da UCP.
- Controlador IDE (SATA ou PATA). A interface IDE permite ligação direta dos HDs do sistema.
- RTC. O relógio de tempo real fornece um registro persistente do tempo.
- Gerenciamento de energia (APM e ACPI). As funções APM ou ACPI fornecem métodos e sinalização para permitir ao computador hibernar ou desligar-se para economizar energia.
- RAM-CMOS. O sistema CMOS, assistido pela energia complementar da bateria, cria uma área limitada de armazenamento não-volátil de dados de configuração do sistema.
- Interfaces de som AC97 ou Intel High Definition Audio.
- Baseboard Management Controller

Opcionalmente, o southbridge pode incluir suporte para Ethernet, RAID, USB, codec de áudio e FireWire. Mais raramente, o southbridge também pode incluir suporte para teclado, mouse e portas seriais, mas normalmente estes dispositivos são conectados através de outro dispositivo conhecido como Super I/O.